# Советский Союз (атомный ледокол)
«Сове́тский Сою́з» — советский и российский атомный ледокол проекта 10521, построенный на Балтийском заводе в Ленинграде. Спущен на воду 31 октября 1986 года, введён в эксплуатацию в 1989 году. Использовался Мурманским пароходством.
Ледокол спроектирован таким образом, чтобы за короткое время его можно было дооборудовать в боевой корабль. Часть такого оборудования находится в законсервированном состоянии на борту, часть — на береговых складах. В частности, на баке перед рубкой установлена РЛС управления огнём съёмной артиллерийской установки МР-123.
В 1991, 1992, 1997 и 1998 годах «Советский Союз» служил для арктического туризма. Во время трансполярного круиза в период с 27 июля по 16 августа 1991 года с его борта было установлено на дрейфующий лёд 5 автоматических метеорологических ледовых станций (№ 20, 21, 23, 18, 26) и один американский метеорологический буй № I.D.7058. Методы установки — переноска станций с борта ледокола на выбранную льдину или доставка станций к дрейфующей льдине вертолётом ледокола.
Во время трансполярного круиза в 1992 году под командованием капитана атомохода «Советский Союз» А. Г. Горшковского на стоянке в точке Северного Полюса 23 августа 1992 года на флагштоке судна были подняты Андреевский флаг и флаг города Санкт-Петербурга в честь русских мореплавателей и корабелов «Балтийского завода» города Санкт-Петербурга. Подъём флагов осуществил пассажирский помощник капитана Н. Н. Румянцев.
В марте 2002 года во время стоянки ледокола у причала в Мурманске впервые в практике его энергетическая установка была использована для электроснабжения береговых объектов. При этом мощность установки достигала 50 мегаватт. Эксперимент прошёл успешно, но был признан нерентабельным.
В 2004 году он был одним из трёх ледоколов, участвовавших в исследованиях влияния глобального потепления в Арктике.
Срок службы ледокола установлен в 25 лет. В 2007—2008 годах Балтийский завод поставил для ледокола «Советский Союз» оборудование, которое позволяет продлить срок эксплуатации судна.
После вывода судна из эксплуатации рассматривалось несколько вариантов его дальнейшего использования в случае продления ресурса работы реакторной установки. Это либо возвращение ледокола на трассу Севморпути, либо использование в качестве плавучего командного пункта арктической группировки Вооружённых Сил России. Однако впоследствии восстановление ледокола было признано нецелесообразным, и в августе 2017 года руководством Атомфлота принято решение о его утилизации.

## Основные технические характеристики[6]
- Наибольшая длина 147,9 м.
- Наибольшая ширина 30,0 м.
- Высота борта 17,2 м.
- Водоизмещение полное 23 460 т.

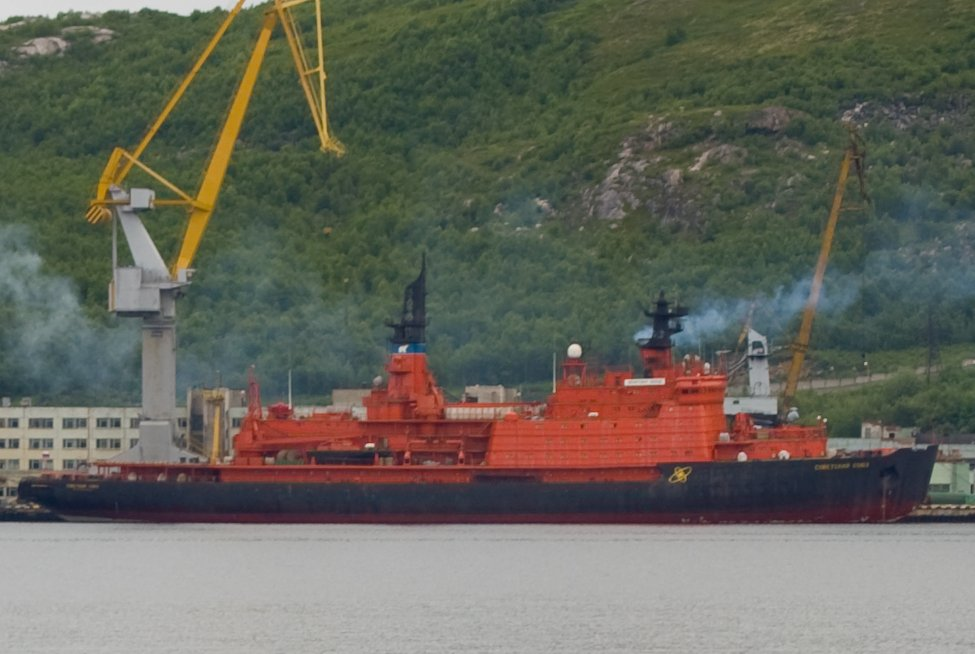
«Советский Союз» на отстое

- Тип главной установки: атомная турбоэлектрическая, два реактора мощностью по 55 мегаватт.
- Максимальная скорость хода на чистой воде 21 узел.